# Église Sainte-Marie de Newport
L'église Sainte-Marie (St. Mary's Church) est une église catholique de Newport (Rhode Island) située sur la côte Est des États-Unis. Elle dépend du diocèse de Providence et est inscrite au Registre national des lieux historiques depuis 2008.

## Histoire et description
La paroisse est érigée en 1828. Il s'agit de la première paroisse catholique du Rhode Island.
Trois bâtiments constituent ce complexe historique : l'église de style néo-gothique anglais en pierre brune du Connecticut, la maison paroissiale (anciennement école paroissiale) et l'ancien couvent. L'église actuelle a été édifiée en 1848-1852, d'après les dessins de Patrick Keely (en) et les travaux menés par le lieutenant-ingénieur William S. Rosecrans, futur général dans la guerre de Sécession. Thomas Francis Hendricken y a été vicaire au milieu du XIXe siècle. L'église est sans transept avec deux bas-côtés, un haut clocher s'élève à gauche de la façade. Les vitraux ont été commandés à Vienne.
C'est en 1865 que l'école paroissiale est construite à l'est de l'église, également selon les plans de Keely. Dans les années 1880, deux autres bâtiments sont construits ; mais ils ne font pas partie de l'inscription aux lieux historiques. Un couvent pour les religieuses enseignantes est construit en 1880-1881 par l'architecte local, Dudley Newton. En 1991, cet édifice est déménagé de l'angle de Spring Street et Gidley Street pour être relocalisé au 398 Thames Street, et il abrite désormais une auberge, l'Admiral Fitzroy Inn. Dudley Newton bâtit aussi en 1886 le presbytère qui disparaît dans un incendie en 1921. Un nouveau presbytère est construit par Ambrose J. Murphy au même endroit en 1924-1925. En 1937, l'église et l'école sont modifiées par l'architecte John F. Hogan. En 1967, l'intérieur est dénaturé afin de se conformer aux nouvelles normes de Vatican II.
Le 12 septembre 1953, le sénateur John F. Kennedy et Jacqueline Bouvier se sont mariés dans cette église, la messe étant célébrée par Mgr Cushing, archevêque de Boston. Le couple présidentiel s'y est rendu à la messe en 1961 lors d'une visite officielle à Newport.